# 何洪
何洪，全椒人。明朝軍事將領。
何洪嗣世職，為成都前衛指揮使。正統中，跟從征戰麓川。景泰默念，跟從征討天柱、銅鼓。皆有功。屢遷都指揮使，掌四川都司事，平定東苗叛亂。明憲宗繼位后，論功擢都督僉事。四川巡撫汪浩乞留何洪在四川，后經批准。恰逢四川德陽人趙鐸謀反，自稱趙王。何洪率兵與趙鐸在成都附近大戰，獲勝，后因後繼無力，被圍困力戰而亡。死後贈都督同知，予祭葬。